# Hong Kong Tennis Open 2018
Hong Kong Tennis Open 2018, oficiálně se jménem sponzora Prudential Hong Kong Tennis Open 2018, byl tenisový turnaj pořádaný jako součást ženského okruhu WTA Tour, který se odehrával na otevřených dvorcích Tenisového centra Victoria Parku s tvrdým povrchem Plexipave. Probíhal mezi 8. až 14. říjnem 2018 v čínském Hongkongu. Od svého založení v roce 1980 představoval devátý ročník události.
Turnaj s navýšeným rozpočtem na 750 000 dolarů patřil do kategorie WTA International Tournaments. Nejvýše nasazenou hráčkou ve dvouhře se opět stala světová pětka Elina Svitolinová z Ukrajiny, jíž ve čtvrtfinále vyřadila Wang Čchiang. Jako poslední přímá účastnice do dvouhry nastoupila 98. hráčka žebříčku Dajana Jastremská.
Debutový singlový titul na okruhu WTA Tour vybojovala 18letá Ukrajinka Dajana Jastremská, která se posunula na nové kariérní maximum, 66. místo světové klasifikace. První společnou trofej ve čtyřhře túry WTA si odvezla australsko-čínská dvojice Samantha Stosurová a Čang Šuaj.

## Distribuce bodů a finančních odměn

### Distribuce bodů
| Soutěž  | vítězky | finalistky | semifinalistky | čtvrtfinalistky | 16 v kole | 32 v kole | Q  | Q2 | Q1 |
| ------- | ------- | ---------- | -------------- | --------------- | --------- | --------- | -- | -- | -- |
| dvouhra | 280     | 180        | 110            | 60              | 30        | 1         | 18 | 12 | 1  |
| čtyřhra | 280     | 180        | 110            | 60              | 1         | —         | —  | —  | —  |

### Finanční odměny
| Soutěž                              | vítězky  | finalistky | semifinalistky | čtvrtfinalistky | 16 v kole | 32 v kole | Q2     | Q1     |
| ----------------------------------- | -------- | ---------- | -------------- | --------------- | --------- | --------- | ------ | ------ |
| dvouhra                             | $163 265 | $81 251    | $43 663        | $13 068         | $7 195    | $4 444    | $2 160 | $1 270 |
| čtyřhra                             | $26 031  | $13 544    | $7 271         | $3 852          | $2 031    | —         | —      | —      |
| částka ve čtyřhře je uvedena na pár |          |            |                |                 |           |           |        |        |

## Ženská dvouhra

### Nasazení
| Stát                         | Hráčka              | WTA | Nasazení |
| ---------------------------- | ------------------- | --- | -------- |
| Ukrajina                     | Elina Svitolinová   | 5.  | 1.       |
| Japonsko                     | Naomi Ósakaová      | 8.  | 2.       |
| Lotyšsko                     | Jeļena Ostapenková  | 13. | 3.       |
| Španělsko                    | Garbiñe Muguruzaová | 15. | 4.       |
| Ukrajina                     | Lesja Curenková     | 27. | 5.       |
| Čína                         | Wang Čchiang        | 28. | 6.       |
| Austrálie                    | Darja Gavrilovová   | 33. | 7.       |
| Francie                      | Alizé Cornetová     | 39. | 8.       |
| Žebříček WTA k 1. říjnu 2018 |                     |     |          |

### Jiné formy účasti
Následující hráčky obdržely divokou kartu do hlavní soutěže:
- Eudice Chongová
- Priscilla Honová
- Čang Ling

Následující hráčka nastoupila do hlavní soutěže pod žebříčkovou ochranou:
- Kristína Kučová

Následující hráčky postoupily z kvalifikace:
- Nao Hibinová
- Ons Džabúrová
- Lesley Kerkhoveová
- Bibiane Schoofsová
- Sabina Šaripovová
- Fanny Stollárová

Následující hráčky postoupily z kvalifikace jako tzv. šťastné poražené:
- Caroline Dolehideová
- Julia Glušková
- Viktorija Tomovová

### Odhlášení
před zahájením turnaje
- Jekatěrina Makarovová → nahradila ji  Caroline Dolehideová
- Naomi Ósakaová → nahradila ji  Julia Glušková
- Bernarda Perová → nahradila ji  Luksika Kumkhumová
- Lesja Curenková → nahradila ji  Viktorija Tomovová
- Sachia Vickeryová → nahradila ji  Kristína Kučová

## Ženská čtyřhra

### Nasazení
| Stát                                                                      | Hráčka          | Stát      | Hráčka             | WTA | Nasazení |
| ------------------------------------------------------------------------- | --------------- | --------- | ------------------ | --- | -------- |
| Čínská Tchaj-pej                                                          | Čan Chao-čching | Čína      | Jang Čao-süan      | 55. | 1.       |
| Polsko                                                                    | Alicja Rosolská | USA       | Abigail Spearsová  | 64. | 2.       |
| Japonsko                                                                  | Miju Katová     | Japonsko  | Makoto Ninomijová  | 67. | 3.       |
| Japonsko                                                                  | Šúko Aojamová   | Bělorusko | Lidzija Marozavová | 84. | 4.       |
| Žebříček WTA k 12. říjnu 2018; číslo je součtem umístění obou členek páru |                 |           |                    |     |          |

### Jiné formy účasti
Následující páry obdržely divokou kartu do hlavní soutěže:
- Eudice Chongová /  Čang Ling
- Ng Kwan-yau /  Elina Svitolinová

## Přehled finále

### Ženská dvouhra
- Dajana Jastremská vs.  Wang Čchiang, 6–2, 6–1

### Ženská čtyřhra
- Samantha Stosurová /  Čang Šuaj vs.  Šúko Aojamová /  Lidzija Marozavová, 6–4, 6–4